# Michael Neander
Michael Neander (született Neumann) (Joachimsthal, 1529. április 3. – Jéna, 1581. október 23.) német filológus, matematikus, orvos.
Alapképzési diplomát 1549-ben, mesterfokozatot 1550-ben szerzett, mindkettőt a Wittenbergi Egyetemen.
1551 és 1561 között Németországban, Jénában tanított matematikát és görög nyelvet, de áttért az orvostudományokra és 1558-ban orvosdoktor lett. 1560-tól haláláig a Jénai Egyetem orvosprofesszora volt. Halálának dátuma vitatott: egyes életrajzokban 1581. október 23., másokban 1613. október 23.
Írásai közül történeti jelentőségűek a Synopsis mensurarum et ponderum ... secundum Romanos, Athenienses cet. 1555, valamint a Sylloge physica rerum eruditarum 1585 és a Sphaericae doctrinae elementa cum computo ecclesiastico 1561.
A Holdon a Neander-kráter az ő nevét viseli.